# Michael Ray Charles
Michael Ray Charles (Lafayette (Louisiana), 1967) is een Afro-Amerikaanse kunstenaar.
Sinds eind jaren tachtig was hij werkzaam als docent aan de University of Houston. Hij gaf daar les in tekenen en schilderen. Sinds 1992 is hij ook instructeur in het Museum of Fine Arts, eveneens in Houston. Hier kwam hij onder andere in contact met de beeldhouwkunst.
Michael Ray Charles is veel bezig met het verbeelden van de ervaringen van Afro-Amerikanen. Voorbeelden van deze thema's zijn slavernij, racisme en uitbuiting. Hij verwerkt deze tradities en stereotypen in zijn werken en maakt daarbij veel gebruik van karikaturen.
Charles neemt regelmatig deel aan tentoonstellingen in binnen- en buitenland; zijn werk is opgenomen o.a. in de collectie van het Museum of Fine Arts in Houson en het Museum of Modern Art in New York. In 2018 won hij een Prix de Rome.
- Gemeinsame Normdatei: 121417735
- International Standard Name Identifier: 0000 0000 7863 1110
- Library of Congress Control Number: n97074836
- Nationale Bibliotheek van Israël: 987007604802105171
- SNAC: w6ks87qc
- Système universitaire de documentation: 24850245X
- Union List of Artist Names: 500330523
- Virtual International Authority File: 240149066356765600704